# جمال بغال
جمال بغال من مواليد 2 ديسمبر عام 1965 في برج بوعريريج بالجزائر، هو مواطن فرنسي-جزائري، زادت شهرته عقب إدانته بأعمال الإرهاب. تزوج بسيلفي وهي مواطنة فرنسية في عام 1990 بينما كان يعمل كعامل شاب في كورباي-إيسون. في عام 1997 انتقل مع عائلته إلى مدينة ليستر رفقة زوجته سيلفي وهناك عاش الاثنان مع أطفالهما الأربعة.
في 28 تموز/يوليو 2001، أُلقي القبض على جمال في مطار دبي الدولي أثناء تنقله عبر رحلة طيران من باكستان إلى أوروبا وذلك بعد اكتشاف جواز سفره الوهمي. على مدى الشهرين المقبلين؛ تعرض جمال للتعذيب من قبل الشرطة الإماراتية مع تواطؤ مزعوم من الحكومتين البريطانية والفرنسية. اعترفت السلطات في الإمارات العربية المتحدة بما ورد في بعض التقارير من تعذيب لكنها أكدت في الوقت ذاته على أن بغال كان يُخطط لتدمير السفارة الأمريكية في باريس. قامت الإمارات بتسليمه إلى فرنسا في 30 أيلول/سبتمبر وهناك تراجع بغال عمّا قاله من قبل من مخططات لمهاجمة السفارة الأمريكية وأكد على أن كل الاعترافات والبيانات التي أصدرها صدرت تحت الإكراه.
في تشرين الأول/أكتوبر 2001 اتهم قاضِ التحقيق جان لوي بروجيير السيد جمال بغال بزيارة أسامة بن لادن في أفغانستان والعزم على تنفيذ تفجيرات انتحارية في فرنسا.
في آذار/مارس 2005؛ أدانت السلطات الفرنسية بغال وخمسة آخرين بالتخطيط لهجمات إرهابية وحكمت عليه بالسجن عشر سنوات. خلال الفترة التي قضاها في السجن؛ التقى مع بعض زملائه السجناء بما في ذلك شريف كواشي واحد من اثنين من الأخوة الذين ارتكبوا تلك الهجمات على صحيفة شارلي إبدو كما تعرّف على أميدي كوليبالي الذي نفذ هجمات يناير 2015 في فرنسا والذي عمل على حصار سوبر ماركت كاشير. تم تجريد جمال في عام 2006 من الجنسية الفرنسية التي حصل عليها إبان زواجه من المواطنة الفرنسية سيلفي. أُطلق سراح جمال في عام 2018، ومن ثم تمّ ترحيله إلى وطنه الأم الجزائر.